# Typ 89 I-Gō
Der Typ 89 „I-Gō“ (jap. 八九式中戦車　イ号, Hachikyū-shiki chū-sensha I-gō) war ein japanischer mittlerer Panzer im Zweiten Japanisch-Chinesischen Krieg und im Zweiten Weltkrieg, der von 1929 (Kōki 2589, daher die Typbezeichnung) bis 1945 in mechanisierten Regimentern und Brigaden des Kaiserlich Japanischen Heeres sowie in einigen Einheiten der Spezial-Landungskräfte der Kaiserlich Japanischen Marine eingesetzt wurde. Er war der weltweit erste in Serie gebaute mit einem Dieselmotor betriebene Panzer.

## Geschichte

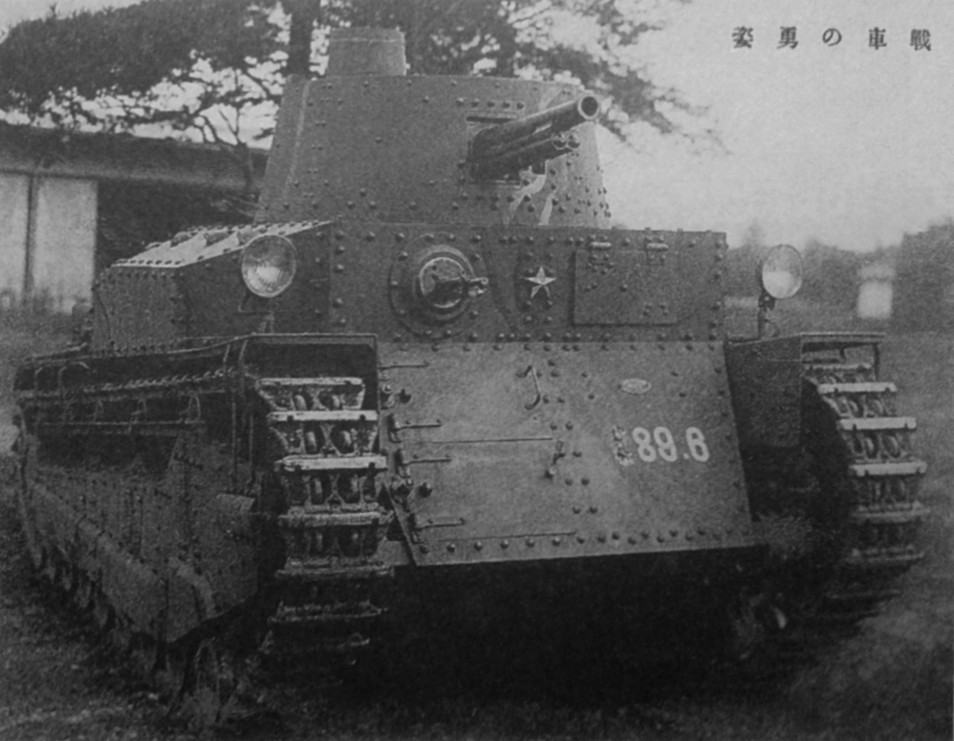
Ein frühes Modell des Typ 89 mittleren Panzers.

Nach dem Ersten Weltkrieg erkannte das japanische Heer die Notwendigkeit, zur Unterstützung seiner Infanterie gepanzerte Fahrzeuge einzusetzen. Zur Erprobung der neuen Waffengattung wurde im Oktober 1918 ein britischer Mark IV erworben. 1919 folgte der Kauf von sechs britischen Mark A und 13 französischen Renault FT Panzern. Fünf der zuletzt genannten Fahrzeuge bildeten die erste japanische Panzer-Abteilung, die 1925 als 1. Panzer-Abteilung der 12. Division zugewiesen wurde.
Durch die gewonnene Erfahrung aus der Erprobung der erworbenen Panzer formulierte das Kaiserlich Japanische Heer eine Anforderungsliste an den ersten in Japan herzustellenden Panzer. Die Liste wurde dem 4. Militär-Forschungslabor des Technischen Büros des Kaiserlich Japanischen Heeres im Okubo Distrikt übergeben, das für die Entwicklung neuer Fahrzeuge zuständig war. Der 1926 aus dem Osaka Arsenal daraus resultierende Prototyp, der Experimentalpanzer Nr. 1, hatte einen Hauptturm in der Mitte und jeweils einen kleinen Turm auf dem vorderen und hinteren Teil des Panzers. Mit 16,3 Tonnen übertraf er die geforderte Gewichtsbegrenzung. Später gingen aus diesem Prototyp der schwere Panzer Typ 91 und schwere Panzer Typ 95 hervor. 1927 wurde von der Vickers-Armstrongs Ltd. ein Prototyp des Vickers 6-ton Modell C erworben. Bei Probefahrten fing der Benzinmotor des Modell C Feuer und die Entscheidung zur zukünftigen Verwendung von Dieselmotoren wurde getroffen.
Daraufhin wurde ein neuer Prototyp erstellt, der den Gewichtsanforderungen entsprach und 1929 als Typ 89 I-Gō (manchmal auch Typ 89 Yi-Gō genannt) in den Dienst übernommen wurde. I-Gō bedeutet in etwa „Erstes Modell“. Der offizielle Name für den Panzer war Typ 89 Chi-Ro, was in etwa „Mittlerer Zweiter“ heißt in Anspielung auf „mittlerer Panzer“ und „zweiter japanischer Panzer“.
Die Produktion des Typ 89 erfolgte im Sagami Arsenal, doch die dort begrenzten Produktionsmöglichkeiten zwangen das Arsenal, die Herstellung des Panzers an private Firmen auszulagern. Mitsubishi Heavy Industries übernahm den Auftrag und baute in unmittelbarer Nähe zum Sagami Arsenal eine Panzerproduktionsanlage für den Typ 89. Der ursprüngliche Entwurf des Panzers, der Typ 89A genannt wurde, sah vor, einen Benzinmotor mit 118 PS zu verwenden. 1934 wurde der endgültige Motor, ein 120 PS starker Dieselmotor von Mitsubishi, verwendet und die Bezeichnung des Panzers wurde in Typ 89B Otsu geändert. Damit war der Typ 89B der weltweit erste in Serie produzierte dieselbetriebene Panzer. Im Laufe der Produktion erfuhr der Typ 89 Verbesserungen, die aus den Erfahrungen der kämpfenden Truppe gewonnen wurden. So wurde z. B. der Turmaufsatz für den Kommandanten von der Form eines Hutes in eine getrennte Einstiegs-/Ausstiegsluke und separate Öffnungen für die Luftzirkulation geändert. Die Frontpanzerung des Typ 89 wurde bei der B-Version komplett schräg gebaut und der Turm erhielt außen auf der hinteren rechten Seite ein Stativ für ein Maschinengewehr. Der Turm erhielt eine asymmetrische Form, die für die Unterbringung eines nach hinten ausgerichteten Maschinengewehrs vorgesehen war. Der Typ 89 konnte bei Bedarf den Turm um 180° drehen und somit zwei Maschinengewehre nach vorne einsetzen. Fortan wurde die Turmform des Typ 89 zum Vorbild vieler japanischer Panzer.
1932 kam es zur Ersten Schlacht von Schanghai, in der die 2. Unabhängige Panzer-Kompanie unter Hauptmann Shigemi u. a. mit fünf Typ 89 teilnahm. Ab 1933 wurde auch die 1. Spezial-Panzer-Kompanie mit Typ 89 Panzern ausgerüstet und nahm an Gefechten mit nationalchinesischen Truppen in der Jehol Provinz im März 1933 teil.
Nach dem gewonnenen Russisch-Japanischen Krieg von 1904/05 sah sich das Kaiserreich Japan einem erstarkenden russischen Gegner gegenüber und verstärkte seine militärische Präsenz in der Mandschurei. Zu diesem Zweck wurden 1933 die ersten drei japanischen Panzer-Regimenter aufgestellt, die teilweise mit Typ 89 ausgestattet waren. Insgesamt wurden zwischen 1931 und 1939 404 Panzer des Typ 89 I-Gō hergestellt, wovon der überwiegende Teil (291 Stück) auf die Version B entfielen.

## Einsätze

### China

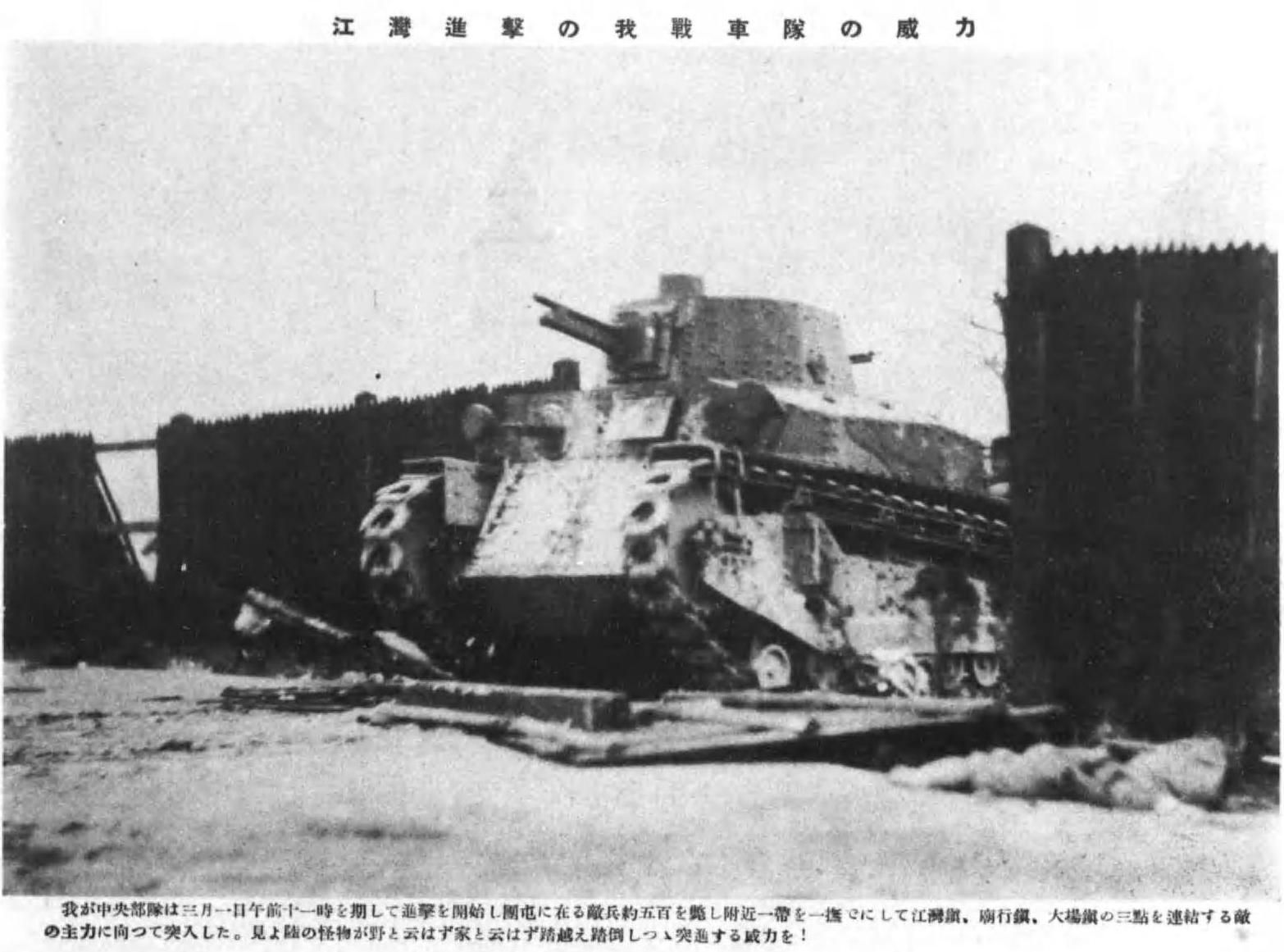
Ein Typ 89A walzt einen Zaun nieder, um Richtung Chiang-Wan-Chen vorzustoßen.

In seinem ersten Kampfeinsatz während der Ersten Schlacht von Schanghai bewährte sich der Typ 89. Im Zuge des Zweiten Japanisch-Chinesischen Krieges bekämpfte er, meist als Infanterieunterstützung, erfolgreich gegnerische MG-Nester und leichte Panzer. Ab 1935 zeichnete sich ab, dass der Typ 89 über nicht ausreichende Panzerung verfügte, da die Nationalchinesen inzwischen mit Panzerbüchsen ausgestattet wurden.

### Japanisch-Sowjetischer Grenzkonflikt
1939 war die Mehrzahl der einsatzfähigen Typ 89 Panzer auf dem chinesischen Festland stationiert. Am 2. Juli 1939 wurde das japanische 1. Panzer-Korps unter General Yasuoka Masaomi mit u. a. 34 Panzern Typ 89 während des Japanisch-Sowjetischen Grenzkonfliktes in Kämpfe mit sowjetischen Panzer-Verbänden, die aus T-26 und BT Panzern bestanden, verwickelt. Obwohl das 1. Panzer-Korps die erste sowjetische Linie überrennen und einen tiefen Einbruch erzielen konnte, mussten sie sich wieder zurückziehen. Genaue Verlustzahlen der Typ 89 Panzer sind nicht bekannt, doch wurden Stimmen laut, die sich besorgt über leichte Durchschlagung der Panzerung äußerten, die von sowjetischen 37- und 45-mm-Panzergranaten erzielt wurde.

### Zweiter Weltkrieg

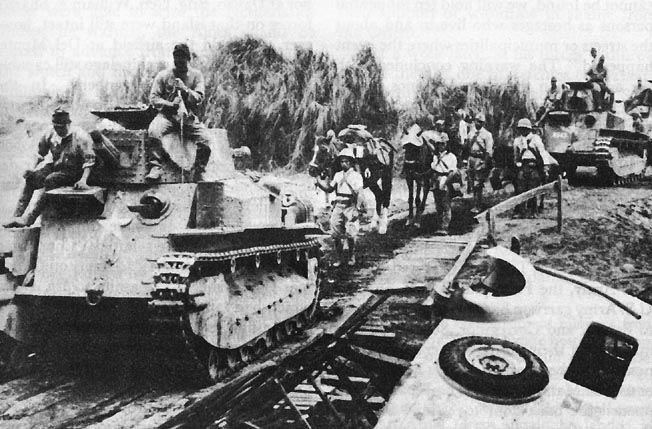
Japanische Typ 89B auf ihrem Vormarsch Richtung Manila während der Japanischen Invasion der Philippinen.

Ab 1941 zeigte sich, dass der Typ 89 veraltet war. Aus Mangel an Alternativen blieb er auf dem chinesischen Kampfplatz bis zum Ende des Krieges im Einsatz. Auch war er 1941/42 bei der japanischen Invasion der Philippinen, der Schlacht um Malaysia und dem Feldzug in Burma im Einsatz.
Ab 1943 wurde der Typ 89 meist eingegraben als stationärer Panzer-Bunker verwendet. Im Einsatz gegen den M3 Stuart oder M4 Sherman zeigte sich die fatale Unterlegenheit des Typ 89.
Der letzte nennenswerte Einsatz von mehreren Typ 89 Panzern erfolgte im Oktober 1944 während der Schlacht um Leyte, die für die weit überlegenen Sherman-Panzer keine ernsthafte Gefahr darstellten.

## Technik

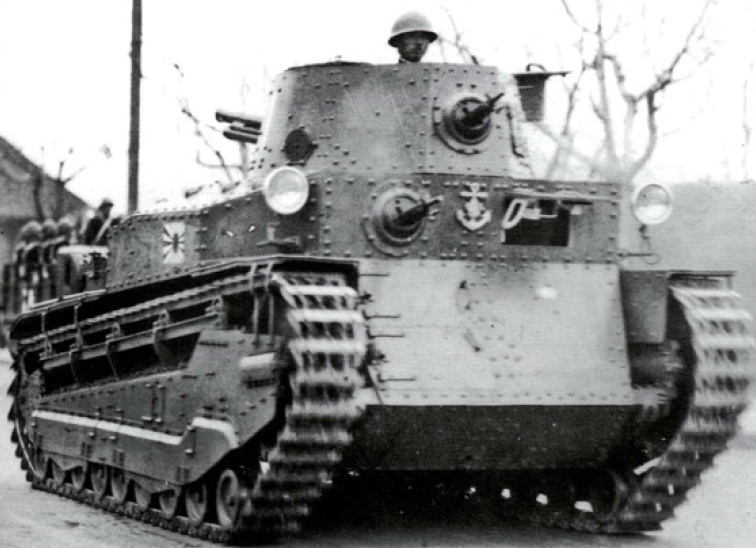
Ein Typ 89A I-Gō einer Panzereinheit der Spezial-Landungskräfte der Kaiserlich Japanischen Marine.

### Typ 89A I-Gō (Chi-Ro)
Der Typ 89A hatte viele Eigenschaften des Vickers 6-ton, angefangen mit der Drehgestellfederung der unteren acht Räder (zwei Aufhängungen mit jeweils vier Rädern) ergänzt mit einem neunten vorderen Rad. Alle Laufräder waren auf einer Blattfederung angebracht. Die Rückführung der Kette erfolgte über fünf Räder. Das hintere Rad diente als Antriebsrad für den 118 PS starken Benzinmotor. Zu beiden Seiten waren Panzerschürzen angebracht, die größtenteils die Laufräder verdeckten. Der Fahrer saß vorne links. Rechts von ihm saß der Bug-MG-Schütze, der ein Typ 11 Maschinengewehr im Kaliber 6,5 mm bediente. Ein weiteres Typ 91 MG war rückwärtsgerichtet im Turm untergebracht. Beide MGs waren durch Blenden geschützt und führten zusammen 2.745 Schuss mit. Die Panzerung bestand aus Stahlplatten, die von der Nihon Seikosho Company (JSW) hergestellt wurden, und mit 6–17 mm relativ dünn waren. Der Turm hatte eine konische Form mit einem Hut-ähnlichen Aufsatz, der dem Kommandanten Sicht gab, sowie für Luftzirkulation diente. Der Turm war mit einer Typ 90 57-mm-Kampfwagenkanone ausgestattet, für die 100 Schuss mitgeführt werden konnten. Der Höhenschwenkbereich der 83 cm langen Kanone reichte von −15° bis +20°. Die Mündungsgeschwindigkeit betrug 380 m/s, die ausreichte, um 20 mm starke Panzerung auf eine Entfernung von 500 Meter zu durchschlagen. Die Besatzung bestand aus vier Mann (Kommandant, Ladeschütze, Fahrer, Bug-MG-Schütze), wobei der Kommandant zugleich Kanonier war. Einige Typ 89 führten für Nachtoperationen zwei Scheinwerfer mit und/oder waren mit einem Typ 94 mk.4 Funkgerät ausgestattet.

### Typ 89B Otsu

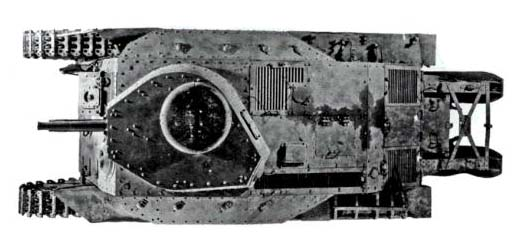
Draufsicht eines Typ 89B Otsu mit dem für japanische Panzer charakteristisch asymmetrischen Turm.

Der Typ 89B unterschied sich in vielen Details vom A-Modell. Das Gewicht stieg auf 14 Tonnen an, was teilweise durch den Austausch des Motors durch einen 120 PS starken luftgekühlten Mitsubishi A6120VD 6-Zylinder Dieselmotor bedingt war. Durch den leistungsstärkeren Motor erhielt der Typ 89 eine höhere Drehzahl und eine höhere Leistung. Durch Verwendung des Dieselmotors verringerte sich die Brandgefahr, wurde die Geschwindigkeit und die Reichweite erhöht. Des Weiteren wurde der vordere Bereich komplett schräg gebaut und Fahrer und Bug-MG-Schütze tauschten Plätze. Der Turm erhielt seine für japanische Panzer charakteristische asymmetrische Form und bekam anstatt des „Hutes“ eine pilzförmige Kuppel mit einer zweitürigen Luke. Die Vorder- und Hinterräder erhielten größere Zähne, um einen höheren Griff zu garantieren. Die oberen Laufräder wurden auf vier reduziert. Die Kanone wurde durch die leistungsstärkere Typ 97 57-mm-Version ausgetauscht, die ein längeres Rohr und höhere Durchschlagskraft besaß.

## Erhaltene Exemplare

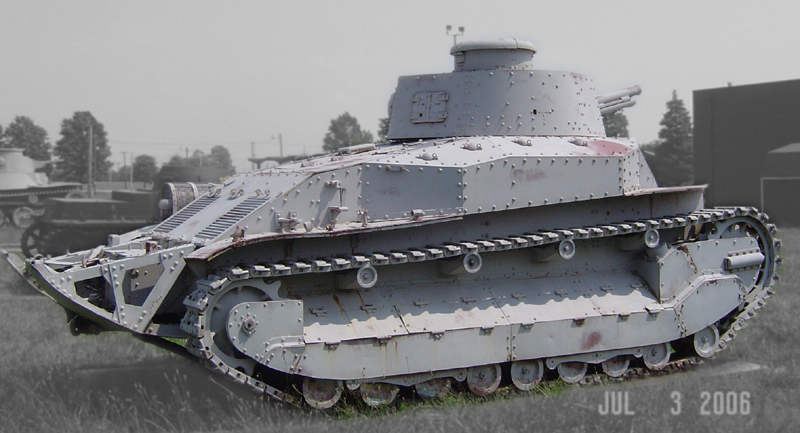
Ein Typ 89 „Chi-Ro“ im United States Army Ordnance Museum auf dem Aberdeen Proving Ground (Maryland).

- im United States Army Ordnance Museum auf dem Aberdeen Proving Ground (Maryland)
- im Tsuchira-Panzer-Museums der Bodenselbstverteidigungsstreitkräfte in Tsuchiura, Japan.
- im Sinbudai Old Weapon Museum, Camp Asaka, Japan